# Christiane Weber
Pour les articles homonymes, voir Weber.
Christiane Weber est une fleurettiste allemande née le 13 février 1962 à Dillingen (Sarre).

## Carrière
La fleurettiste ouest-allemande participe à l'épreuve de fleuret par équipe lors des Jeux olympiques d'été de 1984 à Los Angeles et est sacrée championne olympique avec ses coéquipières Zita Funkenhauser, Cornelia Hanisch, Sabine Bischoff et Ute Kircheis-Wessel. Elle se classe dix-neuvième de l'épreuve individuelle. Aux Jeux olympiques d'été de 1988 à Séoul, Christine Weber remporte la médaille d'or par équipe avec Anja Fichtel-Mauritz, Zita Funkenhauser, Sabine Bau et Annette Klug. 